# Muddy Waters
McKinley Morganfield (művésznevén Muddy Waters) (Issaquena megye, Mississippi, 1913. április 4. – Westmont, Illinois, 1983. április 30.) amerikai blues-zenész, a „chicagói blues atyja”.
Hatása több zenei műfajban – blues, rhythm and blues, rock, folk, jazz és country – is jelentős.

## Életpályája
Hároméves korában meghalt az édesanyja, ezért Clarksdale-ben (a stovalli ültetvényen), anyai nagyanyjánál nevelkedett tovább. Ötéves korában kezdett szájharmonikázni, és kipróbálta a harmonikát, a dorombot, és különböző házilag készített ütőhangszereket. Gitározni 1930 körül kezdett. Erőteljes hangjára felfigyelve egy helyi vonósegyüttes, a Son Sims Four tagjai felkérték énekesnek; első gitárleckéit tőlük kapta, az igazi kezdőlökést pedig Son House játéka és a slide (vagy bottleneck) technika megismerése jelentette, melyben a gitáros ujjai helyett egy üveg- vagy fémtárgyat használ a hangok lefogására.
Az első felvételeit még Alan Lomax néprajztudós készítette egy ültetvényen, a Mississippi deltájában, 1941-es gyűjtőkörútján (Lomax és társai Robert Johnsont keresték, aki akkor már három éve halott volt). Az egyik dal, az I Be's Troubled később első kislemezén jelent meg I Can't Be Satisfied címmel. 1942 júliusában újabb dalokat vettek fel vele szólóban és a Son Sims Fourral együtt.
1943 nyarán Waters chicagói rokonaihoz költözött, akusztikus gitárját a nagybátyjától kapott elektromosra cserélte, és kialakította a klasszikus „chicagói blues” zenekar felállását: gitár, ritmusszekció és szájharmonika. Miközben teherautó-sofőrként dolgozott, társaival különféle klubokban játszott a város déli és nyugati részén. Olyan elismert zenészekkel ismerkedett meg, mint Big Bill Broonzy, Memphis Slim és Tampa Red. 1946 elején alakította meg Jimmy Rogers gitárossal és Little Walter szájharmonikással a Headhunters-t, melynek dobosa „Baby Face” Leroy Foster lett.
Elsőként egy független producer, J. Mayo Williams készített vele felvételt (Mean Red Spider) 1946-ban, de az anyagot más neve alatt adta ki, majd a Columbia Recordsnál Lester Melrose három dalát rögzítette, de ezek végül nem jelentek meg. Hírneve akkor kezdett nőni, amikor az Aristocrat Records (a későbbi Chess Records) szerződtette. Első kislemeze 1948-ban jelent meg (I Can't Be Satisfied / I Feel Like Going Home). Tradicionális dalokat játszott rajta, de mivel erősítőt használt, a közönség a megszokott gitárhangzás helyett valami sokkal erőteljesebbel, izgalmasabbal találta szembe magát. Sokan ezt a lemezt tekintik a modern blues origójának. [forrás?]
1951-ben alakult ki az a felállás, amely a későbbi blues és rock and roll zenekarok mintájául szolgált: a Headhuntershez csatlakozott Otis Spann zongorista, új dobosuk pedig Elgin Evans lett. Első felvételeiket csak 1953-ban készíthették el, mivel lemezkiadójuk, Leonard Chess szívesebben foglalkozott kisebb együttesekkel.
Az ötvenes évek első felében tizennégy dala is felkerült nemzetközi slágerlistákra. 1958-as angliai koncertjei, majd két újabb turnéja a hatvanas évek első felében sokkal hozzájárultak az ún. British Invasion elindulásához. Több hatvanas évekbeli lemeze is kísérletező jellegű volt, mivel a Newport Jazz Fesztiválon aratott sikere után kiadója megpróbálta tovább növelni népszerűségét, hol rézfúvósokkal (Muddy, Brass, and Blues), hol pszichedelikus hangzással (Electric Mud) közelítve más stílusokhoz.
1969-ben meghalt Leonard Chess, és a kiadó új vezetést kapott, de Waters csak a következő tulajdonosváltáskor, 1975-ben hagyta ott őket. 1976-ban a Blue Sky Recordshoz szerződött, ahol Johnny Winter lett a producere. Haláláig még négy albumot készített, melyből az első három Grammy-díjat kapott.
1983. április 30-án éjszaka otthonában álmában érte a halál, szívelégtelenség következtében.

## Érdekességek
- Becenevéről – melynek jelentése 'sáros víz' – két magyarázat is ismert: az egyik szerint még kisgyerek korában kapta, mivel állandóan egy patak partján játszott; a másik egy szleng kifejezéssel hozza kapcsolatba: I have drunk muddy waters, ami kb. annyit tesz, 'padlón vagyok'.
- A Rolling Stones tagjai a Rollin' Stone (1950) című Muddy Waters dalról nevezték el együttesüket (a szám még Catfish Blues néven ismert).
- A Led Zeppelin egyik legnagyobb slágere, a Whole Lotta Love a Willie Dixon által írt, és Waters által játszott You Need Love-on alapul. Dixon még Waters olyan ismert dalait írta, mint az I Just Want to Make Love to You, a Hoochie Coochie Man és az I'm Ready.
- Ő segítette Chuck Berryt első lemezszerződéséhez (Maybellene).
- Herbie Hancock 1970-es évekbeli együttesét is Headhunters-nek hívták.
- A chicagói 43. utca egy szakaszát Muddy Waters Drive-ra nevezték át.
- Paul Rodgers, aki a Free, majd a Queen együttessel Magyarországon is járt, nagyszerű emléklemezt jelentetett meg halála 10. évfordulójára. Fellépett még Stonesszal, Johnny Winterrel. A feketék közül szinte mindenkivel játszott: John Lee Hooker nevét mindenképpen kötelező megemlíteni. Hat Grammy-díjat kapott a legelsőt 1971-ben. A rockra gyakorolt hatásáért bekerült a rock and roll halhatatlanjai közé.
- Fia, Big Bill Morgenfield többször fellépett Budapesten.

## Diszkográfia

### Nagylemezek, koncertfelvételek
1. Sings Big Bill Broonzy (1960)
2. At Newport, 1960 (1963)
3. Folk Singer (1964)
4. Muddy Waters (1964)
5. Muddy, Brass and the Blues (1965)
6. Down on Stovall's Plantation (1966)
7. Brass and the Blues (1967)
8. Super Blues (1967) (Muddy Waters, Bo Diddley, Little Walter)
9. The Super Super Blues Band (1967) (Muddy Waters, Bo Diddley, Howlin' Wolf)
10. Blues from Big Bill's Copacabana (1968)
11. Electric Mud (1968)
12. Fathers and Sons (1969)
13. After the Rain (1969)
14. Sail On (1969)
15. Back in the Good Old Days (1970)
16. Good News (1970)
17. The London Sessions (1971)
18. Live at Mister Kelly's (1971)
19. Can't Get No Grindin' (1973)
20. Mud in Your Ear (1973)
21. London Revisited (1974)
22. Muddy & the Wolf (1974)
23. The Muddy Waters Woodstock Album (1975)
24. Live (1977)
25. Unk in Funk (1977)
26. Hard Again (1977)
27. I'm Ready (1978)
28. Muddy Mississippi Waters Live (1979)
29. King Bee (1981)
30. Paris 1972 (1997)
31. Goin' Way Back 1967 (1998)

### Válogatásalbumok
1. The Best of Muddy Waters (1957)
2. The Real Folk Blues of Muddy Waters (1966)
3. More Real Folk Blues (1967)
4. Vintage Mud (1970)
5. They Call Me Muddy Waters (1970)
6. McKinley Morganfield aka Muddy Waters (1971)
7. Back in the Early Days (1977)
8. Chess Masters I-III. (1981-83)
9. Rolling Stone (1982)
10. Rare and Unissued (1984)
11. Trouble No More: Singles 1955-1959 (1989)
12. Muddy Waters (box set, 6 CD) (1989)
13. The Chess Box 1947-67 (box set, 9 CD) (1990)
14. Blues Sky (1992)
15. The Complete Plantation Recordings (1993)
16. The King of Chicago Blues (1995)
17. His Best: 1947 to 1955 (1997)
18. His Best: 1956 to 1964 (1997)
19. King of the Electric Blues (1998)
20. The Lost Tapes (1999)
21. Best of Muddy Waters: 20th Century Masters (1999)
22. Mojo: The Live Collection (2000)
23. The Best of Muddy Waters: The Millennium Collection (2000)
24. Rollin' Stone: The Golden Anniversary Collection (2000)
25. The Anthology (2001)
26. King of Chicago Blues: The Essential Early Muddy Waters (2002)
27. Muddy Mississippi Waters Live (2003)
28. Martin Scorsese Presents the Blues (2003)
29. Baby Please Don't Go (2004)